# Tropidaster
Tropidaster é um gênero de estrela-do-mar que viveu durante o Jurássico Inferior na Inglaterra.